# Булембу
Булембу (англ. Bulembu) — город на северо-западе Эсватини, на территории округа Хохо.

## География
Расположен в северо-западной части округа, в 10 км к западу от города Пигс-Пик, вблизи границы с ЮАР. В переводе с языка свати название города означает «паутина».

## История
Город был основан в конце 1930-х годов. С 1939 по 2001 годы вблизи Булембу осуществлялась добыча хризотил-асбеста. Шахта называлась Хейвлок и была частью компании Turner & Newall. В конце 1980-х годов для шахты наступают трудные времена, а в 1991 году она становится банкротом. В том же 1991 году активы компании были приобретены компанией HVL Asbestos Swd. Ltd. Эта компания продолжила добычу асбеста вблоть до её ликвидации в 2001 году. Значительная часть горожан тогда покинула Булембу, город быстро пришёл в запустение. Активы шахты были приобретены компанией Bulembu Development Corporation, которая в 2006 году продала город и прилегающую территорию в 1700 га организации Bulembu Ministries Swaziland.
В настоящее время данной организацией предпринимаются попытки по созданию в Булембу самодостаточной коммуны путём создания здесь ряда небольших предприятий. Этот амбициозный проект сопряжён с осуществлением помощи детям-сиротам страны, которые собственно и будут жить в городе и в будущем возрождать эту территорию.

## Население
По данным официальной переписи 1997 года численность населения составляла 2443 человека.
Динамика численности населения города по годам:
| 1986 | 1997 | 2013 |
| ---- | ---- | ---- |
| 4850 | 2443 | 2224 |